# Sankt-Nicolai-Kirche (Rethen)

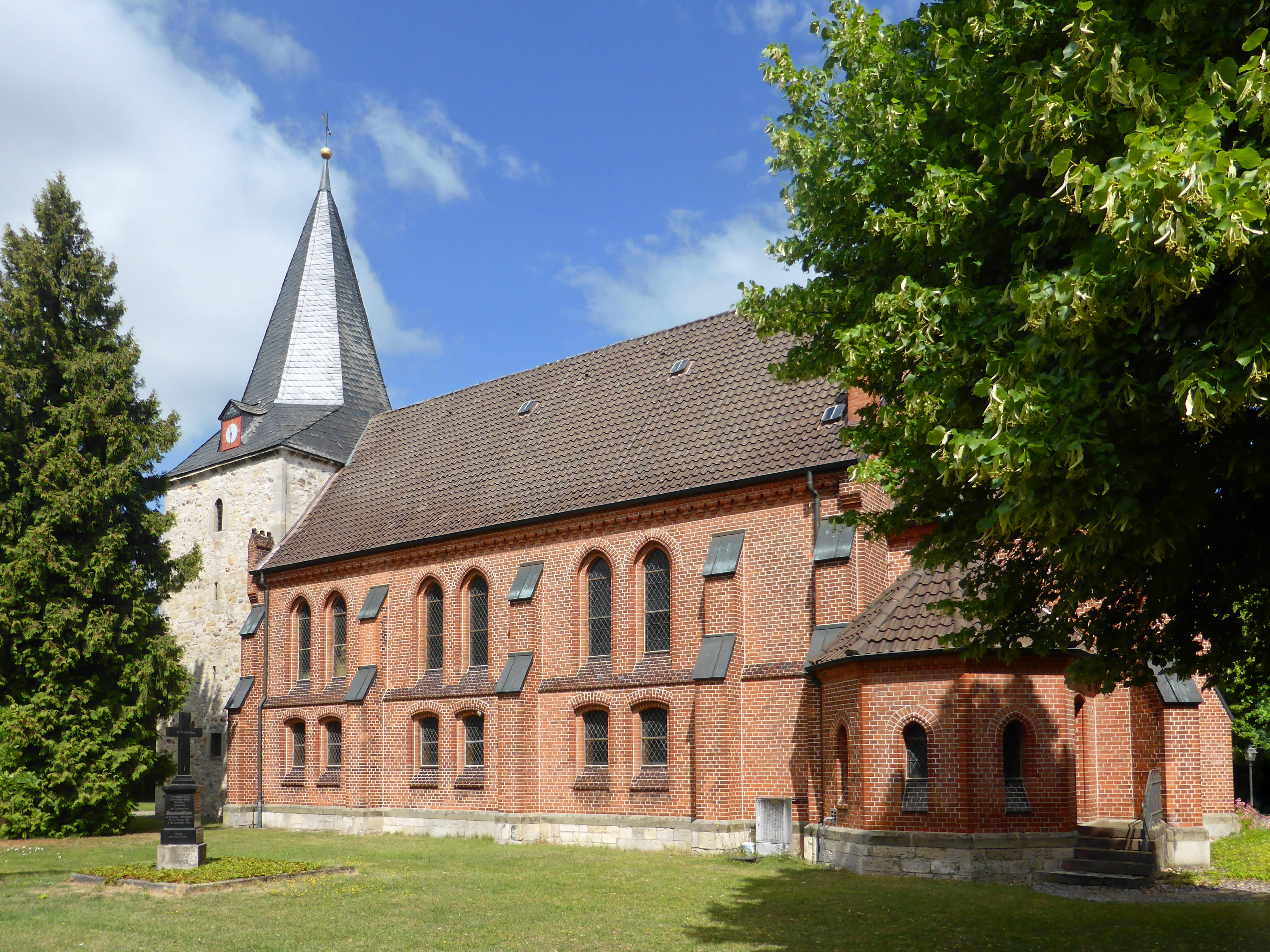
Sankt-Nicolai-Kirche

Die evangelisch-lutherische Sankt-Nicolai-Kirche steht in Rethen, einem Ortsteil der Gemeinde Vordorf im Landkreis Gifhorn von Niedersachsen. Die Kirchengemeinde gehört zum Kirchenkreis Gifhorn im Sprengel Lüneburg der Evangelisch-lutherischen Landeskirche Hannovers.

## Beschreibung
Der Kirchturm aus Bruchsteinen mit Ecksteinen ist der älteste Teil des heutigen Kirchenbaus. Der genaue Zeitpunkt des Baus ist unbekannt, wobei je nach Quelle eine Datierung zwischen dem 13. und 15. Jahrhunderts erfolgt. Er wurde später mit einem achtseitigen, spitzen, schiefergedeckten Helm bedeckt. Das mit einem Satteldach bedeckte Langhaus und der eingezogene, mit einem Halbwalm bedeckte Chor wurden nach Osten 1901 nach einem Entwurf von Eduard Wendebourg angefügt, nachdem der Vorgängerbau zu klein geworden war. Die Wände werden von Strebepfeilern gestützt. An den Chor ist nach Süden die Sakristei angebaut. Von der Vorgängerkirche blieben die Kanzel mit dem Wappen der Herren von Rethen und ein Teil der Brüstung der Empore im Westen erhalten. Im Chor ist ein Glasfenster, das Christus als Pantokrator zeigt.

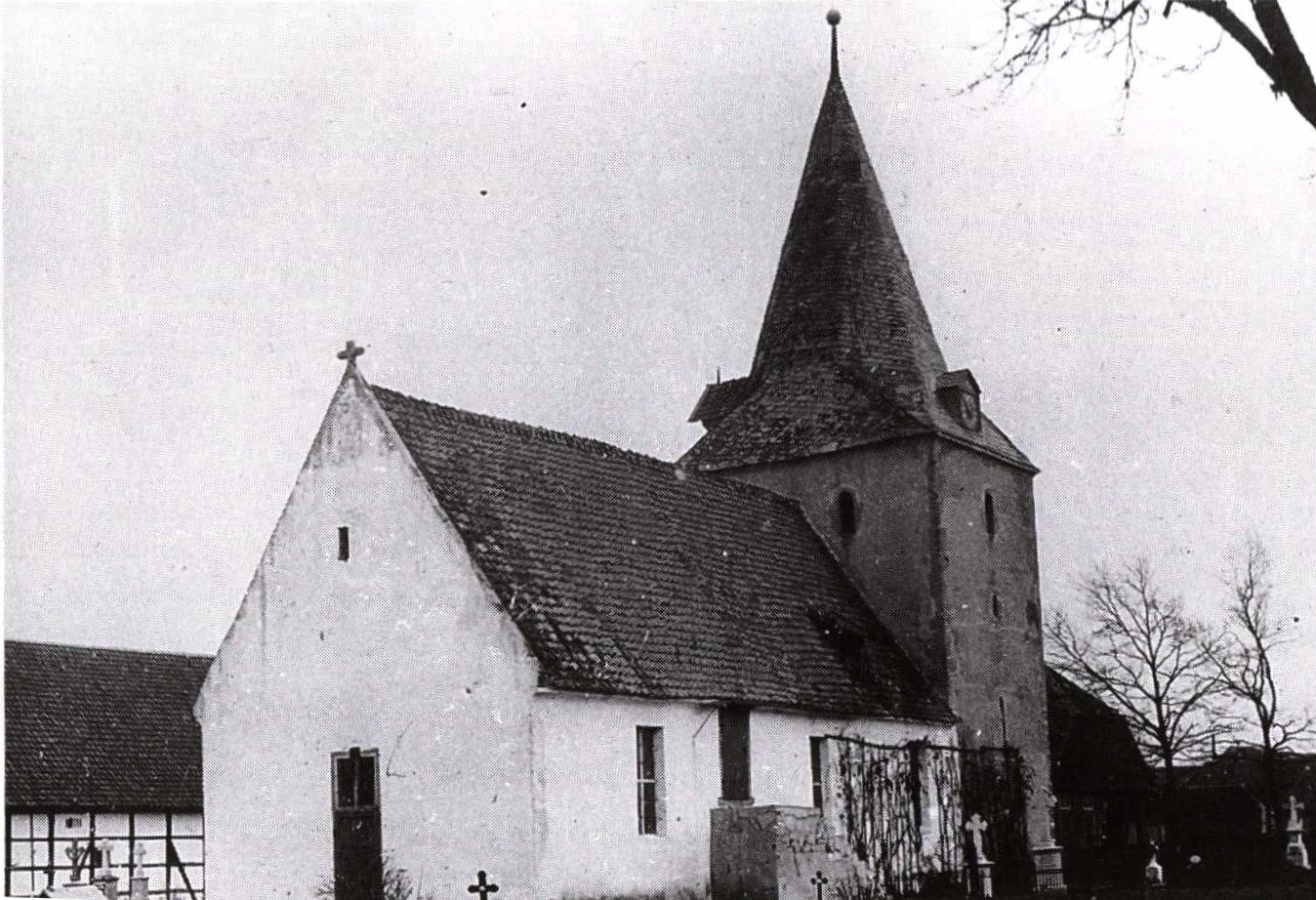
Die Sankt-Nikolai-Kirche von Rethen vor dem Umbau des Kirchenschiffes im Jahr 1901
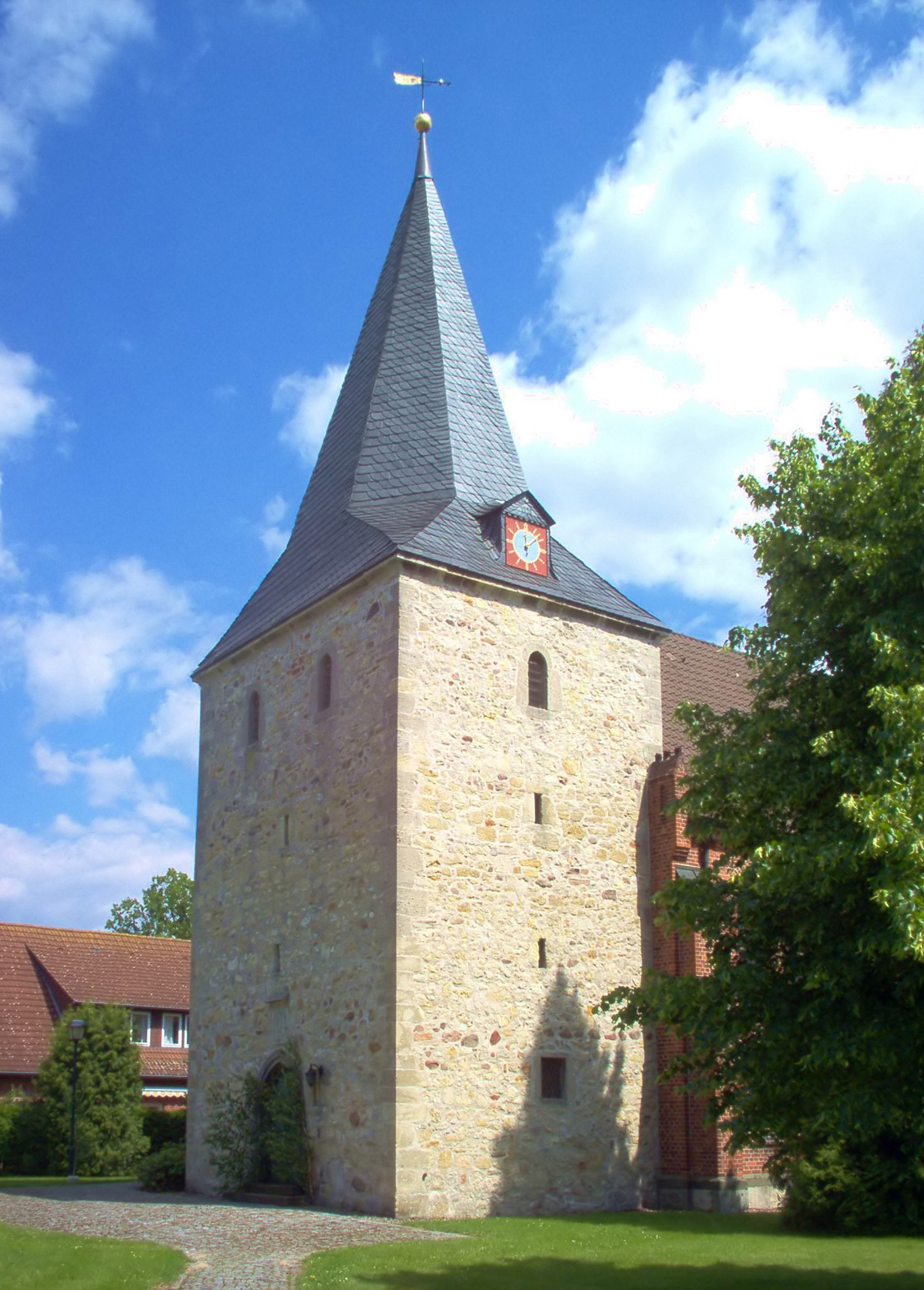
Der Rethener Kirchturm aus dem 13. Jahrhundert
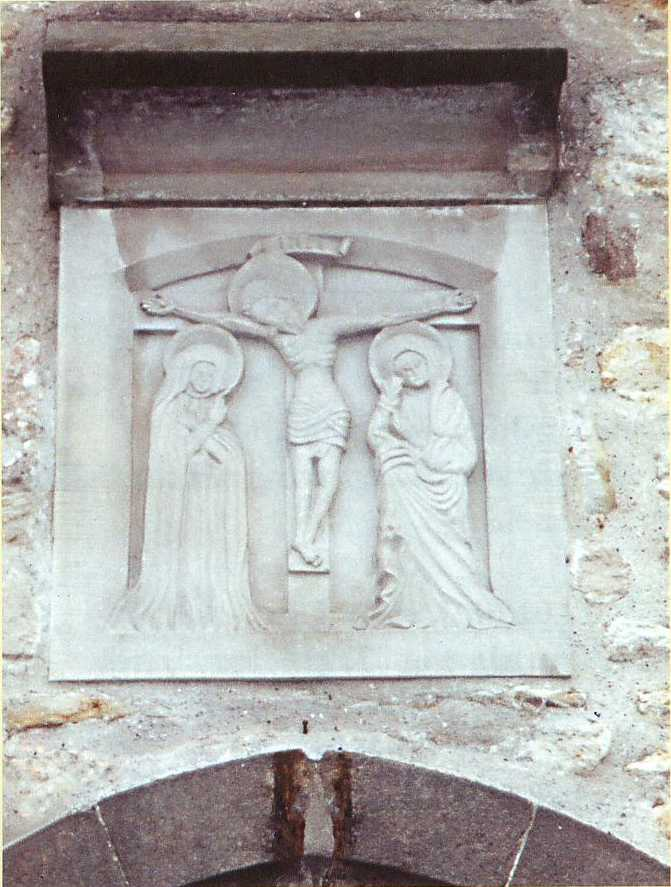
Weihetafel – Nachbildung über dem Eingangsportal. (Das undatierte Original, um 1500, befindet sich in der Kirche.)
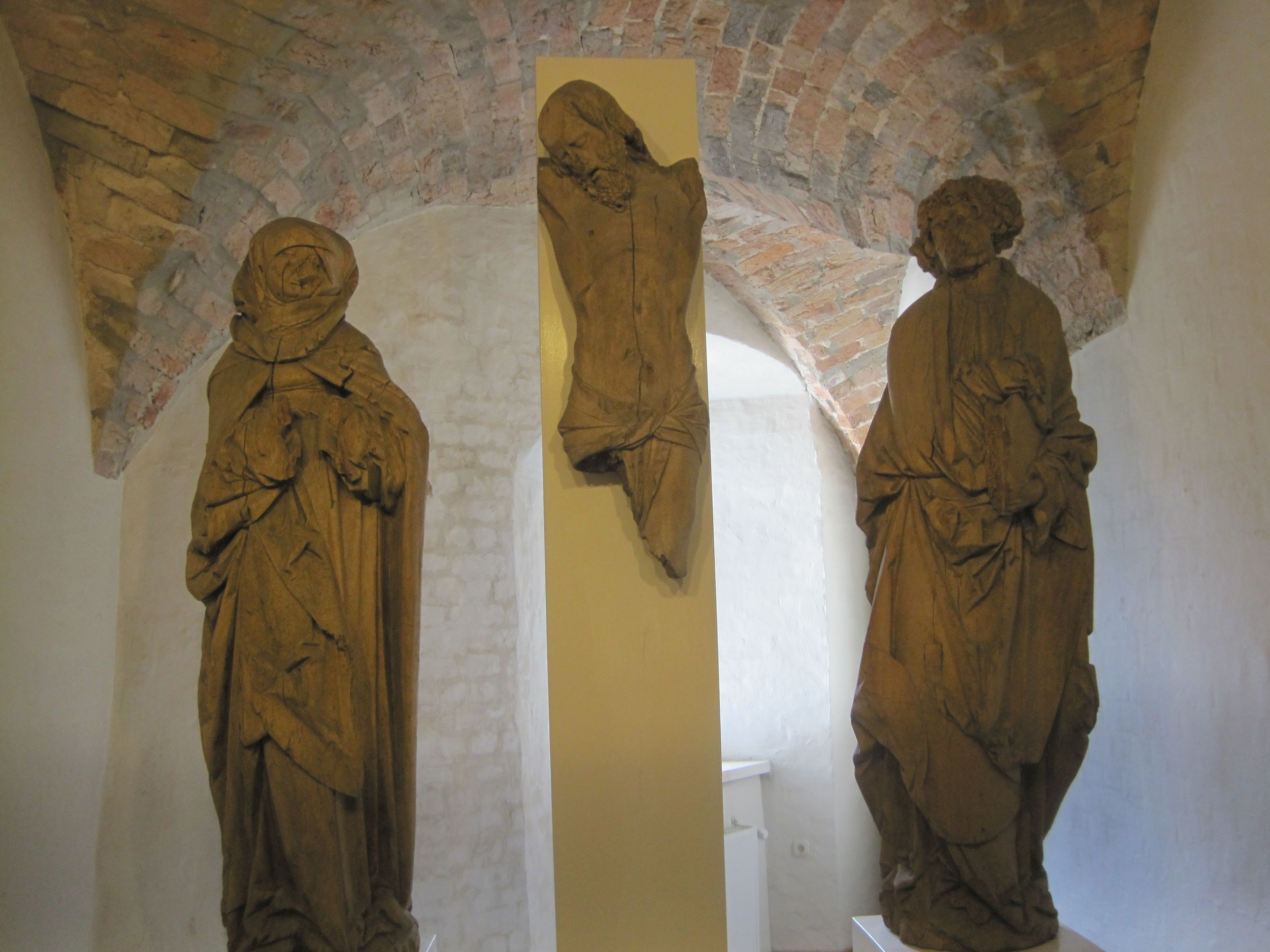
Rethener Kreuzigungsgruppe, ca. 1525 von Levin Storch, heute im Museum Schloss Gifhorn